# Viktoriya Shaimardanova
Viktoriya Yurivna Shaimardanova –en ucraniano, Вікторія Юріївна Шаймарданова– (11 de octubre de 1973) es una deportista ucraniana que compitió en halterofilia.
Ganó tres medallas en el Campeonato Europeo de Halterofilia entre los años 2001 y 2005. Participó en los Juegos Olímpicos de Atenas 2004, ocupando el quinto lugar en la categoría de +75 kg.

## Palmarés internacional
| Campeonato Europeo | Campeonato Europeo   | Campeonato Europeo | Campeonato Europeo |
| Año                | Lugar                | Medalla            | Categoría          |
| ------------------ | -------------------- | ------------------ | ------------------ |
| 2001               | Trenčín (Eslovaquia) | Medalla de bronce  | +75 kg             |
| 2004               | Kiev (Ucrania)       | Medalla de plata   | +75 kg             |
| 2005               | Sofía (Bulgaria)     | Medalla de oro     | +75 kg             |